# Río Iecava
El río Iecava es un afluente del Lielupe, en Letonia. Su curso tiene 155 kilómetros. Las fuentes del Iecava están formadas a partir de varios manantiales cerca del pueblo de Daudzese, Municipalidad de Jaunjelgava56°29′12″N 25°15′12″E / 56.48667, 25.25333. La desembocadura se encuentra 4 km por debajo de la ciudad de Jelgava, en el Lielupe.56°41′13″N 23°41′58″E / 56.68694, 23.69944
El río Iecava fluye a través de la Llanura de Taurkalne y la de Upmale con unas riberas que son generalmente boscosas. Cerca de la ciudad de Iecava cruza la llanura de Semigalia y en la llanura de Tīreļi alcanza el río Lielupe.
La principal fuente de agua (más del 50%) para este río es agua que procede de la nieve fundida, pero el agua subterránea es mínima (4-5%); el río normalmente se desborda en primavera y tiene un bajo nivel de agua en el verano.
El número total de afluentes del Iecava son aproximadamente cuatrocientos entre ríos, arroyos y acequias), los mayores son: 
- por la izquierda:
Kuma - 6 km
Ģirupe - 12 km
Smārde - 12 km
Ģedulis - 11 km
Īkstrums - 23 km
- por la derecha:
Sudmaļupe - 6 km
Svētupe 6 km
Dzērvīte - 11 km
Briede - 10 km
Vēršupe - 15 km
Smakupe 26 km
Jāņupe - 20 km
Biržiņa - 16 km
Misa - 108 km